# Atalarico
Atalarico (em latim: Athal(l)aricus ou Atalaricus; em grego medieval: Αταλ(λ)άριχος; romaniz.: Atalárichos; em gótico: *Aþala-reiks), ainda chamado Atalrico (em latim: Athalricus), Atlarico (Athlaricus), Atlalrico (Athlalricus) ou Adalarico (em latim: Adhalaricus), foi um rei ostrogótico da Itália de 526 a 534. Era filho de Eutarico e Amalasunta e neto de Teodorico, o Grande (r. 474–526). Tinha uma irmã cujo nome era Matasunta. Ele nasceu em 516 ou 518. Por ser menor de idade ao ascender, sua mãe tomou controle do governo. Esperava que Atalarico tivesse educação romana, mas o plano foi frustrado pelos ostrogodos. O rei teve estilo de vida devasso, como qualificado por Procópio de Cesareia, e adoeceu em decorrência disso. Faleceria de sua enfermidade em 2 de outubro de 534. Com sua morte, Amalasunta convocou seu parente Teodato para assumir nominalmente o trono enquanto o governo de fato ficaria com ela, mas assim que assumiu, Teodato a prendeu e ordenou seu assassinato.